# Sawiccy herbu Lubicz

herb Lubicz

Sawiccy herbu Lubicz – polski ród szlachecki wywodzący się z Podlasia. 
Udokumentowane początki rodu sięgają XV wieku. Najstarszy zapis z 1452 r. dotyczy Pawła i Daniela z Sawic.

## Znani członkowie rodu
- Marek Sawicki – poseł na Sejm od 1993, minister rolnictwa i rozwoju wsi w rządach Donalda Tuska i Ewy Kopacz, marszałek senior Sejmu X kadencji[potrzebny przypis]
- Anatol Sawicki – Ppłk. Wojska Polskiego[potrzebny przypis]